# متريفونات
الميتريفونات أو الترايكلورفون هو مثبط لا رجوع فيه من الفوسفات العضوي أسيتيل كولينستراز. إنه دواء أولي يتم تنشيطه بشكل غير إنزيمي في العامل النشط ديكلوروفوس.
يتم استخدامه كمبيد حشري. وفقًا لوكالة حماية البيئة الأمريكية، فقد استخدم الترايكلورفون في ملاعب الجولف، والمروج المنزلية، ومناطق الاتصال غير الغذائية في مصانع معالجة الأغذية واللحوم، وشجيرات ونباتات الزينة، وبرك الزينة وأسماك الطعم. تستخدم للسيطرة على اليرقات، واليرقات البيضاء، وصراصير الخلد، وقمل الماشية، وديدان الويب الحمضية، وعمال مناجم الأوراق، والبق النتن، والذباب، والنمل، والصراصير، وبصوص الأذن، وخنفساء الغوص، وخنفساء زبال الماء، وركاب الماء، والعقارب المائية، وحشرات الماء العملاقة والحبوب. بعد إعادة التسجيل، تم تقييد عدد من استخداماته طواعية، ويتم استخدامه حاليًا في المناطق غير الغذائية لمكافحة الذباب والصراصير والنمل بين الحيوانات الأليفة الأخرى. يستخدم في الهواء الطلق على نباتات الزينة وملاعب الجولف وعشب الحشائش لعلاج آفات يرقات قشريات الأجنحة، كما يستخدم لعلاج الذباب في تربية الحيوانات في المناطق التي لا يمكن الوصول إليها للحيوانات، كما يستخدم لمكافحة النمل الحاصد.
يمكن استخدامه لعلاج داء البلهارسيات الذي تسببه البلهارسيا الدموية، ولكنه لم يعد متاحًا تجاريًا.
تم اقتراح استخدامه في علاج مرض الزهايمر، ولكن لا يوصى باستخدامه لهذا الغرض حاليًا.

## الحظر والقيود
في الولايات المتحدة، لا يجوز استخدام الترايكلورفون/الميتريفونات إلا في المواقع غير الغذائية وغير الغذائية.
تم حظر الترايكلورفون/الميتريفونات في الاتحاد الأوروبي في عام 2008 (لائحة (EC) 689/2008) وفي البرازيل في عام 2010.
تم حظر الترايكلورفون/الميتريفونات في الأرجنتين في عام 2018، مع ملاحظة أن ثلاثي كلوروفون يتحول إلى ثنائي كلوروفوس عن طريق التمثيل الغذائي في النباتات، وكذلك عن طريق التحلل البيولوجي للتربة.
تم حظر الترايكلورفون/الميتريفونات في نيوزيلندا في عام 2011.
الترايكلورفون/الميتريفونات محظور في الهند اعتبارًا من عام 2020.